# Trematodon schmidii
Trematodon schmidii är en bladmossart som beskrevs av C. Müller 1853. Trematodon schmidii ingår i släktet tranmossor, och familjen Bruchiaceae. Inga underarter finns listade i Catalogue of Life.